# کیم کوپر (ورزشکار)
کیم کوپر (انگلیسی: Kim Cooper؛ زادهٔ ۲۶ اکتبر ۱۹۶۵) بازیکن زن سافت‌بال اهل استرالیا بود.
وی در مسابقات کشوری و بین‌المللی در مجموع برندهٔ ۱ مدال برنز شده‌است.